# Познер, Виктор Маркович
Ви́ктор Ма́ркович По́знер  (1877 или 8 ноября 1877, Грозный, Терская область — 1957 или 31 марта 1957, Москва) — советский ученый-философ, доктор философских наук (1935), профессор (1923), специалист по истории марксистско-ленинской философии.
Родился в Грозном Терской области.
В 1903 году окончил Императорский Санкт-Петербургский университет, после чего активно участвовал в революционном движении.
В 1904—1905 годах жил в Германии, в Берлине.
В 1908−1909 годах — преподаватель Бакинской женской гимназии.
В 1912−1917 годах — преподаватель Петербургского коммерческого училища имени П. Ф. Лесгафта.
С февраля 1917 года — член РСДРП(б).
В 1917—1919 годах — член коллегии Наркомпроса РСФСР, председатель Союза учителей-интернационалистов, председатель Союза работников просвещения и социалистической культуры.
В 1919−1920 годах — служил в РККА.
В 1920 году — начальник Политического управления Туркестанской железной дороги.
В 1920−1921 годах — народный комиссар социального обеспечения Туркестанской АССР.
С 1921 — ректор Рабоче-дехканского коммунистического университета в Ташкенте.
В 1922 году — председатель Центральной контрольной комиссии КП(б) Туркестана.
С 1923 года — профессор.
В 1925 году окончил окончил Институт красной профессуры.
В 1926—1931 — профессор Коммунистического университета имени Свердлова, Саратовского университета, ИКП 2-го МГУ.
В 1931—39 годах — заведующий сектором истории философии в Институте философии АН СССР.
С 1935 года — доктор философских наук.
В 1936 году — преподаватель Института философии при Коммунистической Академии при ЦИК СССР.
Один из авторов первого издания Большой советской энциклопедии.
В 1939—1957 годах — редактор и старший научный сотрудник Института марксизма-ленинизма при ЦК КПСС.
Подготовил к изданию философские труды В. И. Ленина («Материализм и эмпириокритицизм», «Философские тетради»), провёл редакцию переводов ряда философских работ К. Маркса и Ф. Энгельса. Работал над вопросами истории марксистско-ленинской философии, а также отдельными проблемами диалектического материализма и истории философии.
Умер в Москве.